# Phyllocycla elongata
Phyllocycla elongata – gatunek ważki z rodziny gadziogłówkowatych (Gomphidae). Występuje na terenie Ameryki Środkowej.